# Vallée de la Cère et tributaires
Vallée de la Cère et tributaires este o arie protejată (sit de importanță comunitară — SCI) din Franța întinsă pe o suprafață de 3.031 ha, integral pe uscat.

## Localizare
Centrul sitului Vallée de la Cère et tributaires este situat la coordonatele 44°57′11″N 1°58′21″E / 44.95306°N 1.9725°E.

## Înființare
Situl Vallée de la Cère et tributaires a fost declarat arie specială de conservare în baza directivei 92/43 din 1992 referitoare la conservarea habitatelor naturale și a faunei și florei sălbatice pentru a proteja 14 specii de animale.

## Biodiversitate
Situată în ecoregiunile atlantică și continentală, aria protejată conține 5 habitate naturale: Pante stâncoase silicioase cu vegetație casmofită, Păduri acidofile de stejar bătrân cu Quercus robur pe câmpii nisipoase, Pajiști uscate europene, Păduri aluvionare cu Alnus glutinosa și Fraxinus excelsior (Alno-Padion, Alnion incanae, Salicion albae), Păduri pe pante, grohotișuri și ravene de Tilio-Acerion.
La baza desemnării sitului se află mai multe specii protejate:
- mamifere (8): liliac cârn (Barbastella barbastellus), vidră de râu (Lutra lutra), liliac cu aripi lungi (Miniopterus schreibersii), liliac cu urechi mari (Myotis bechsteinii), liliac cărămiziu (Myotis emarginatus), liliac comun (Myotis myotis), liliacul mare cu potcoavă (Rhinolophus ferrumequinum), liliacul mic cu potcoavă (Rhinolophus hipposideros)
- nevertebrate (2): Austropotamobius pallipes, Rosalia alpina
- pești (4): zglăvoacă (Cottus gobio), cicar (Lampetra planeri), Petromyzon marinus, somonul (Salmo salar)

Pe lângă speciile protejate, pe teritoriul sitului au mai fost identificate 5 specii de păsări, 6 specii de mamifere, 1 specie de pești.